# Dynameniscus carinatus
Dynameniscus carinatus is een pissebed uit de familie Sphaeromatidae. De wetenschappelijke naam van de soort is voor het eerst geldig gepubliceerd in 1900 door Richardson.